# John Christopher Smith
John Christopher Smith, właśc. Johann Christoph Schmidt (ur. 1712 w Ansbach, zm. 1795 w Londynie) – angielski kompozytor późnobarokowy niemieckiego pochodzenia. 
Smith urodził się w 1712 roku w Ansbach. Jego ojcem był Johann Christoph Schmidt (John Christopher Smith) Starszy (zm. 1763). 
John Christopher Smith był uczniem Georga Friedricha Händla i swoje utwory komponował w stylu mistrza. Jego ojciec i Händel poznali się na studiach na Uniwersytecie Marcina Lutra w Halle. Schmidt-ojciec podążył w roku 1716 za Händlem do Londynu, gdzie został jego sekretarzem, które to stanowisko w sposób naturalny stopniowo przechodziło na syna.
Smith młodszy sam dużo komponował. Pierwszych poważnych lekcji kompozytorskich udzielili mu Händel i Johann Christoph Pepusch – kolejny Niemiec naturalizowany w Anglii. 
Pierwszą operą Smitha był utrzymany w stylu włoskim Ulysses (1733). Libretti do następnych dostarczał mu zwykle aktor, dramaturg i przedsiębiorca teatralny David Garrick, korzystający z tematów szekspirowskich (The Fairies (1755), A Midsummer Night's Dream, The Tempest (1756), i The Enchanter (1760)). Niektóre dzieła Smitha nie zostały wystawione.
Smith pomagał później Händlowi jako kopista jego dzieł, kiedy ok. 1756 roku Georg Friedrich Händel zaczął tracić wzrok.
W latach 1759–1768 dyrygował on corocznymi wystawieniami Mesjasza w Foundling Hospital, gdzie Smith był organistą. 
Wiele późniejszych dzieł Smitha było adaptacjami Händla. W latach 1770. Smith osiedlił się w miejscowości wypoczynkowej Bath.